# Jenő Komjáthy
Dans le nom hongrois Komjáthy Jenő, le nom de famille précède le prénom, mais cet article utilise l’ordre habituel en français Jenő Komjáthy, où le prénom précède le nom.
Jenő Komjáthy ([ˈjɛnøː], [ˈkomjaːti]), né le 2 février 1858 à Szécsény et décédé le 26 janvier 1895 à Budapest, était un poète hongrois. 